# Bill shock
Le bill shock (« choc de facturation » ou « surprise tarifaire ») est un phénomène désignant la surprise ou le choc ressenti par les consommateurs lorsqu'ils reçoivent une facture bien plus élevée que prévu, généralement pour des services de télécommunication. Ce phénomène se manifeste souvent après l'utilisation de données mobiles, d'appels ou de messages à l'international, ou encore en raison de frais cachés ou mal compris dans les forfaits. Il peut également survenir dans d'autres secteurs, comme les services publics ou bancaires, lorsque des frais supplémentaires s'ajoutent à des prestations.
Le bill shock est devenu un enjeu majeur avec la généralisation des smartphones et l'augmentation des usages numériques. Les régulateurs, notamment en Europe et aux États-Unis, ont mis en place des mesures pour protéger les consommateurs, telles que l'obligation d'informer les utilisateurs des coûts supplémentaires ou de plafonner les frais d'itinérance.
Ce phénomène soulève des questions sur la transparence tarifaire et la responsabilité des opérateurs dans la communication des coûts. Il a également conduit à une prise de conscience accrue des consommateurs, incitant ces derniers à vérifier plus attentivement leurs contrats et à utiliser des outils de suivi de consommation.

## Description
Dans certains cas, le bill shock peut être extrême, souvent le résultat d'une facture de téléphone mobile s'élevant à plusieurs milliers d'euros. Ces cas font souvent la une des journaux locaux et nationaux en raison du sentiment de compassion qu'ils provoquent et de l'adéquation de l'histoire pour les médias grand public. Cela peut provenir d'une autre entreprise - et non du fournisseur du client - refusant de renoncer aux frais d'itinérance. En Europe et aux États-Unis, les gouvernements s'impliquent de plus en plus dans la surveillance des problèmes liés aux bill shocks et dans la mise en place de réglementations appropriées concernant les appareils intelligents et qui protègent les consommateurs. La Commission fédérale des communications aux États-Unis gère notamment presque tous les programmes, politiques et les initiatives de sensibilisation pour les réseaux nationaux de télécommunications sans fil. Une enquête en 2010 a révélé que plus de 30 millions d'Américains sont affectés par le bill shock chaque année.
Il peut être difficile d'éviter le bill shock tout en utilisant un appareil mobile, car la surveillance des données, de la voix et des SMS et de la consommation d'itinérance sur un appareil mobile est difficile. Il peut également être difficile pour les compagnies de téléphone d'alerter leurs clients sur un éventuel bill shock imminent, car diverses entreprises tierces imposent divers frais d'itinérance (une compagnie de téléphonie mobile paie d'autres entreprises pour l'utilisation de leurs réseaux par ses clients), donc l'utilisation par le client des réseaux dans différentes régions du pays ou du monde entraînera des frais différents. Les personnes peuvent être particulièrement sujettes au bill shock ; en 2019, un abonné russe a utilisé tout le budget télécoms d'un projet de recherche, lorsqu'il a soudainement voyagé en Iran où il a été facturé plus de trois fois plus pour chaque message SMS qu'il a envoyé.
La mobilité est une tendance importante sur le marché alors que les consommateurs et les entreprises continuent d'adopter les appareils intelligents. Les tendances de mobilité suivantes sont notables car elles démontrent la dépendance continue aux appareils intelligents, et toutes peuvent avoir des effets sur la facturation. Si les consommateurs utilisent des produits ou des services sans vérifier les prix, ils peuvent subir un bill shock.
- Consumérisation de l'IT (en) : Les appareils appartenant aux employés sur le réseau d'entreprise. La consumérisation stimule l'adoption de la mobilité sur le lieu de travail. Les entreprises voient la mobilité comme une opportunité d'offrir de la flexibilité aux employés. Elles augmentent leurs revenus en utilisant des appareils qui augmentent la productivité.
- Diversité des appareils : iOS, Android, Windows, etc.
- Explosion des applications : Les gens communiquent au-delà des e-mails et du web. De nombreuses applications sont intégrées dans les opérations sur le lieu de travail.
- Émergence de menaces mobiles : Android est une cible de choix
- Évolution du débit des réseaux mobiles : Les débits 4G et 5G ont révolutionné l'accessibilité sans fil. Les individus sont plus enclins à rester connectés lorsque les réseaux sont rapides et efficaces.
- Les forfaits des opérateurs deviennent également plus personnalisables et complexes, sauf avec certains forfaits d'appels bloqués, comme ceux parfois proposés par de petits opérateurs régionaux, et cela rend difficile pour les individus de contrôler complètement leur utilisation et leurs coûts[2].

## Action en justice
Depuis le 1er juillet 2010, le bill shock est atténué dans l'Union européenne. Eurotariff protège les consommateurs en introduisant un mécanisme de coupure une fois que la facture atteint 50 € par mois, sauf s'ils choisissent une autre limite de coupure.